# Kanton La Chapelle-en-Vercors
Der Kanton La Chapelle-en-Vercors war bis 2015 ein französischer Wahlkreis im Arrondissement Die, im Département Drôme und in der Region Rhône-Alpes; sein Hauptort war La Chapelle-en-Vercors.
Der fünf Gemeinden umfassende Kanton hatte 2083 Einwohner (Stand: 2012). Die Fläche betrug 223,33 km².

## Gemeinden
| Gemeinde                           | Einwohner | Fläche in ha |
| ---------------------------------- | --------- | ------------ |
| La Chapelle-en-Vercors (chef-lieu) | 662       | 4527         |
| Saint-Agnan-en-Vercors             | 402       | 8421         |
| Saint-Julien-en-Vercors            | 194       | 1847         |
| Saint-Martin-en-Vercors            | 295       | 2713         |
| Vassieux-en-Vercors                | 344       | 4825         |